# Грудиновка
Груди́новка (бел. Грудзінаўка) — агрогородок в составе Следюковского сельсовета Быховского района Могилёвской области Республики Беларусь.

## История
В 1913 году действовала церковно-приходская школа, в 1922 году — семилетняя школа.

## Достопримечательности

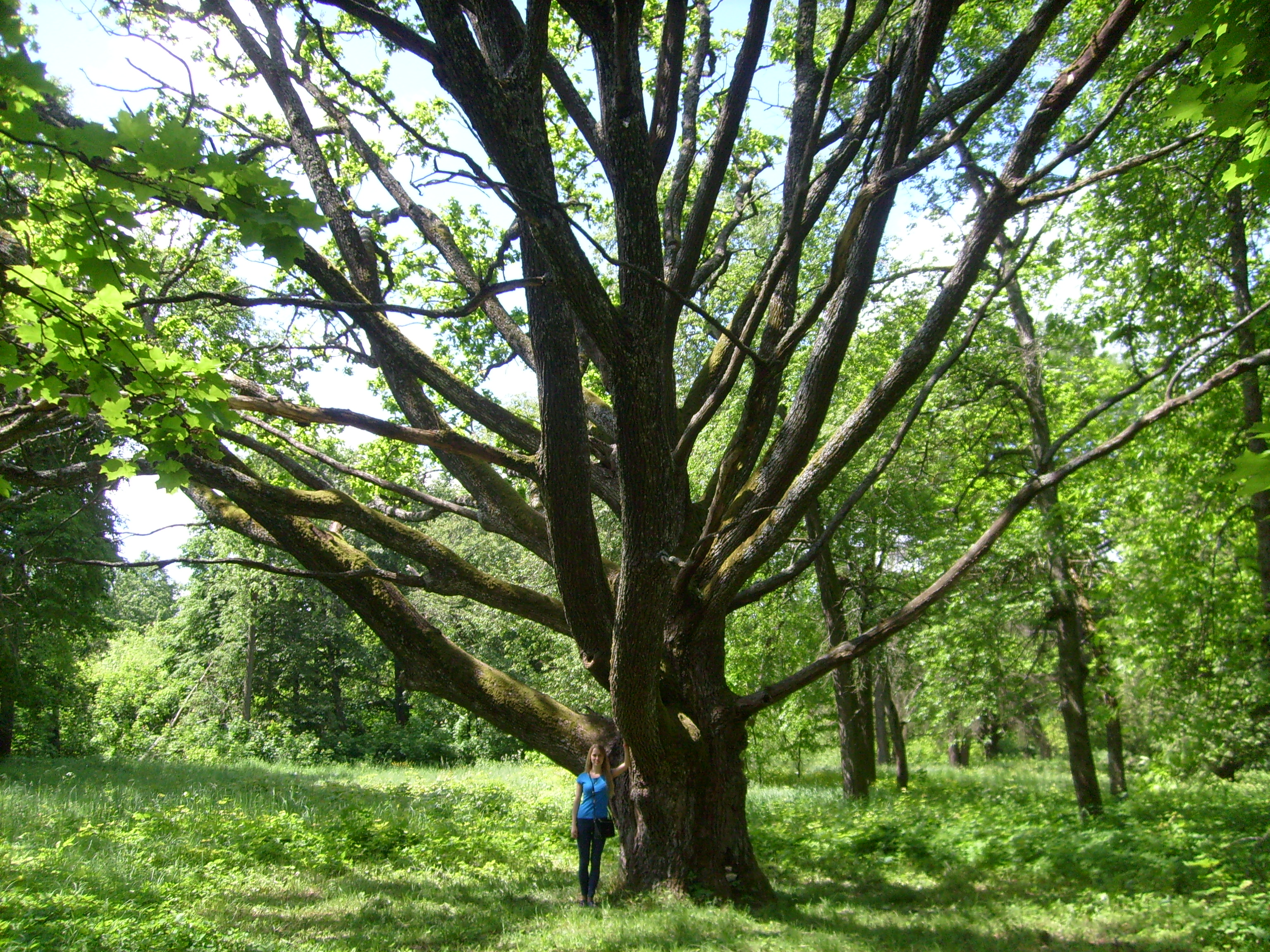
Двухсотлетнее дерево в грудиновском парке

На территории Грудиновки расположена усадьба Толстых, бровар (спиртзавод), грудиновский парк, озеро.

## Население
- 2009 год — 700 человек
- 2019 год — 569 человек